# Голич, Сладжяна
Сладжя́на Го́лич (серб. Слађана Голић / Slađana Golić; род. 12 февраля 1960, Баня-Лука) — югославская сербская баскетболистка, выступала за сборную Югославии на всём протяжении 1980-х и в начале 1990-х годов. Обладательница серебряной медали летних Олимпийских игр в Сеуле, серебряная призёрка чемпионата мира, дважды серебряная призёрка чемпионатов Европы, чемпионка летней Универсиады в Загребе, победительница многих турниров национального и республиканского значения.

## Биография
Сладжяна Голич родилась 12 февраля 1960 года в городе Баня-Лука, Социалистическая Федеративная Республика Югославия (ныне Республика Сербская, Босния и Герцеговина). Активно заниматься баскетболом начала с раненого детства, первое время выступала за местный женский баскетбольный клуб «Млади Краишник», позже представляла такие команды как французский «Шантеклер», сербский «Вршац» из одноимённого города, завершала карьеру в клубе «Памплона».
Дебютировала в основном составе югославской национальной сборной в 1981 году, выступив на чемпионате Европы в Советском Союзе, где Югославия дошла до стадии полуфиналов, уступив в итоге хозяевам соревнований. Первого серьёзного успеха на взрослом международном уровне добилась в сезоне 1983 года, когда, будучи студенткой, побывала на летней Универсиаде в канадском Эдмонтоне и привезла оттуда награду бронзового достоинства. Кроме того, в этом сезоне отыграла на европейском первенстве в СССР и на первенстве мира в Бразилии, однако попасть здесь в число призёров не сумела.
Благодаря череде удачных выступлений Голич удостоилась права защищать честь страны на летних Олимпийских играх 1984 года в Лос-Анджелесе, тем не менее, югославские баскетболистки сумели выиграть в своей группе только один матч из пяти и разделили последнее место со сборной Австралии.
В 1987 году на чемпионате Европы в Испании Голич стала серебряной призёркой, потерпев единственное поражение в финале от советских баскетболисток. Помимо этого, одержала победу на домашней Универсиаде в Загребе. Будучи в числе лидеров женской баскетбольной команды Югославии, благополучно прошла квалификацию на Олимпийские игры 1988 года в Сеуле — на сей раз дошла до финала, проиграв в решающем матче сборной США, и завоевала тем самым серебряную олимпийскую медаль.
После сеульской Олимпиады Сладжяна Голич осталась в основном составе югославской национальной сборной и продолжила принимать участие в крупнейших международных турнирах. Так, в 1990 году она отправилась представлять страну на чемпионате мира в Куала-Лумпуре — здесь вновь пробилась в финальную стадию и снова проиграла сильнейшей американской команде. Последний раз показала сколько-нибудь значимые результаты на международной арене в сезоне 1991 года, когда выиграла серебряную медаль на чемпионате Европы в израильском Тель-Авиве. Всего в течение 11 лет сыграла за сборную Югославии в 465 официальных матчах (рекорд для в сборных Югославии).